# جرمی کوردووال
جرمی کوردووال (فرانسوی: Jérémy Cordoval‎؛ زادهٔ ۱۲ ژانویهٔ ۱۹۹۰) بازیکن فوتبال اهل فرانسه است.
از باشگاه‌هایی که در آن بازی کرده‌است می‌توان به باشگاه فوتبال کن، باشگاه فوتبال تروا و باشگاه فوتبال نیم المپیک اشاره کرد.
وی همچنین در تیم ملی فوتبال گوادلوپ بازی کرده‌است.